# ZIK (телеканал)
«ZIK» — закритий проросійський пропагандистський інформаційно-просвітній телеканал в Україні. Входив до медіахолдингу «Новини», чиїм неофіційним власником був проросійський олігарх Віктор Медведчук (через пов'язаного з ним Тараса Козака).
Телеканал мовив з вересня 2010 по лютий 2021 року. Етер телеканалів медіахолдингу «Новини» було заблоковано 2 лютого 2021 року за антиукраїнську діяльність його власників, Медведчука та Козака, указом президента України Володимира Зеленського за рішенням РНБО. 26 лютого 2021 року на базі закритих телеканалів медіахолдингу ― «NewsOne», «ZIK» та «112 Україна» ― було створено новий телеканал — «Перший незалежний», куди перейшли проросійські журналісти закритих телеканалів.

## Історія
Інформаційне агентство ZIK було створено влітку 2004 року. Це перше інтернет-агентство Західної України. Телеканал вперше вийшов в етер 1 вересня 2010 року. Тоді програмна сітка мала шість проєктів власного виробництва. Мовлення здійснювалося з центром у Львові переважно на Західну Україну.
З 1 листопада 2010 року канал мовив у мережі Івано-Франківського обласного телебачення «Галичина» у проміжку з 21:00 до 0:00.
З 2014 року ZIK розпочав перехід на загальнонаціональний рівень, розширивши лінійку авторських проєктів до 20. В основі більшості з них, як і раніше, залишався жанр журналістського розслідування.
12-13 березня 2014 телеканал проводив телемости з Києвом («112 Україна») та Донецьком («Донбас»).
Проєкти телеканалу виходили зі студій ZIK-Львів та ZIK-Київ (відкрито 25 травня 2014 року). На початку жовтня 2016 року відбулася офіційна презентація нової центральної студії ZIKy в Жовтневому палаці (Київ).
3 жовтня 2016 року телеканал розпочав мовлення замість каналу «Dobro TV» у мережі DVB-T2 під логотипом «Z». З 16 лютого 2017 року телеканал став загальноукраїнським.
У січні 2018 року керівництво телеканалу заявило про тиск та погрози, зокрема від одного з народних депутатів від Народного фронту, приводом для яких стало інтерв'ю з колишнім заступником голови Адміністрації президента Андрієм Портновим.
До червня 2019-го власником був Петро Димінський, згодом канал купив політик Тарас Козак, близький до Віктора Медведчука.
З 14 червня 2019 року телеканал входить до складу медіахолдингу «Новини», куди також входять телеканали «112 Україна» і «NewsOne».
5 вересня 2019 року Рада з питань телебачення і радіомовлення зафіксувала порушення закону «Про телебачення і радіомовлення» в етері каналу, було призначено позапланову перевірку телеканалу.
13 травня 2021 року канал було оштрафовано за заклики до розправи над політиками в етері від 26 листопада 2019 року.

## Санкції, припинення мовлення
2 лютого 2021 року Президент Зеленський затвердив санкції РНБО, запроваджені терміном на 5 років проти Тараса Козака та каналів, що йому належать: «112 Україна», «ZIK», «NewsOne», вони передбачали:
1. блокування активів — тимчасове обмеження права особи користуватися та розпоряджатися належним їй майном;
2. обмеження торговельних операцій;
3. обмеження, часткове чи повне припинення транзиту ресурсів, польотів та перевезень територією України;
4. запобігання виведенню капіталів за межі України;
5. зупинення виконання економічних та фінансових зобов'язань;
6. анулювання або зупинення ліцензій та інших дозволів, одержання (наявність) яких є умовою для здійснення певного виду діяльності;
7. повна або часткова заборона вчинення правочинів щодо цінних паперів, емітентами яких є особи, до яких застосовано санкції згідно з цим Законом;
8. припинення видачі дозволів, ліцензій на ввезення в Україну з іноземної держави чи вивезення з України валютних цінностей та обмеження видачі готівки за платіжними картками, емітованими резидентами іноземної держави;
9. заборона передання технологій, прав на об'єкти права інтелектуальної власності.

Після цього кабельні оператори «Воля», «Triolan» та «Інформаційні технології», а також ОТТ-сервіси «Sweet.tv» та OLL.TV перестали транслювати дані телеканали. Санкції викликали бурхливу реакцію в соцмережах.
4 лютого Міністерство культури та інформаційної політики звернулося до YouTube з проханням заблокувати акаунти каналів «112 Україна», «NewsOne» та «ZIK».
19 березня Касаційний адміністративний суд Верховного суду відмовив у оскарженні указу президента про запровадження санкцій.
8 червня 2023 року Нацрада анулювала підсанкційним каналам ліцензію на мовлення.

## Політичне забарвлення
З середини 2019 року канал належить Тарасу Козаку, соратнику кума президента РФ Володимира Путіна — Віктора Медведчука. Після зміни власника, інформаційна політика каналу набула виразної антиукраїнської проросійської спрямованості, через що з нього звільнилась низка провідних журналістів.
За словами Уляни Фещук з Нацради з питань телебачення й радіомовлення, канал було куплено підставною особою, тому Рада не змогла офіційно пов'язати нового власника із політиком Медведчуком. Попри це, громадськість сприймає зміну власника як перехід каналу під контроль Медведчука та на службу Росії. Зокрема, журналіст Семен Кабакаєв оцінив зміну власника як реальну загрозу посилення російської пропаганди:
|  | Українців чекає не просто проросійський контент, а проведення інформаційно психологічних операцій, інформаційних кампаній та нав'язування російського наративу. |

 Після зміни політичної орієнтації каналу, через незгоду зі зміною курсу, з каналу звільнились Ольга Мовчан, Роман Недзельський, Тетяна Вергелес, Вахтанг Кіпіані та інші (див. розділ «Програми»). Кіпіані написав про припинення співпраці з ZIKom наступне:
|  | …понад 6 років виходила програма «Історична правда-ZIK». Ми зробили близько 500 випусків. Як автор і ведучий програми повідомляю, що передача закривається. Медведчук — це ворог моєї країни, вбивця і минулого, і майбутнього. |

У 2010—2019 роках, у період коли ним володів Петро Димінський, канал виробляв україноцентричний контент та не викликав якихось нарікань в українському суспільстві. Однак, у 2019—2021 роках контент телеканалу був окреслено антиукраїнським та проросійським, і його вважали одним з провідних проросійських антиукраїнських телеканалів в Україні того періоду.

## Керівництво
- Власник — Тарас Козак (проросійська партія «ОПЗЖ»)
- Генеральний директор — Наталія Вітрук

### Блокування на Youtube
24 квітня YouTube заблокував для українських користувачів YouTube-канал «ZIK» разом із двома іншими каналами медіахолдингу «Новини» — «112 Україна» і «NewsOne». При спробі переглянути трансляцію з'являється повідомлення про те, що канали недоступні для перегляду в Україні через скаргу влади на протизаконний контент.

## Програми
Після 14 червня 2019 року на знак протесту проти нового власника каналу ZIK — Тараса Козака, який є соратником Віктора Медведчука, про припинення своїх передач зробили заяви Вахтанг Кіпіані, Сергій Рахманін, Тетяна Вергелес, Ольга Мовчан. З медіахолдингу також звільнились гендиректор Ігор Туркевич, шеф-редактор новин Роман Недзельський та ін.
Про припинення виходу своїх програм заявив Остап Дроздов. Дмитро Гордон також заявив, що більше не буде з'являтись на каналі.
- Деталі — підсумкова інформаційно-аналітична програма. Окрім традиційної аналітики, зважаючи на концепцію каналу головних розслідувань країни, і сам тижневик є своєрідним розслідуванням.
- Перша передача — програма про нові авто та тест-драйви.

## Спеціальні проєкти
- «Незалежність. 20 років зблизька» (2011)[37] — ностальгійний телепроєкт, в якому журналісти розповідають, як народжувалася, утверджувалася і чим усі 20 років жила Україна, зокрема — Львів.
- Цикл телемостів і телемарафонів, присвячених подіям в країні (Революція гідності, анексія Криму, АТО)[38].
- «EkSTREAM Марафон. Вибори Президента» (2014) — 15-годинний прямоетерний марафон, присвячений висвітленню виборів Президента України 25 травня 2014 році. Над проєктом працювало 30 знімальних груп, які вели прямі трансляції з різних регіонів України. До студії каналу завітало близько 100 гостей.
- «2014. Ціна свободи» (2014)[39] — серія роликів, в основі яких — пряма мова українських військових, які служать в зоні АТО, і родичів героїв Небесної Сотні про Батьківщину, війну, ворогів.
- Трансляція новорічного концерту Віденської філармонії (2015)[40]. Вперше в Україні транслювався всесвітньовідомий концерт, який дивилися глядачі 90 країн. Виконувалися твори Йоганна Штрауса-батька, Йоганна Штрауса-сина, Едуарда і Йозефа Штраусів. Також твори Франца фон Зуппе і Ганса Крістіана Лумбю. Оркестром Віденської філармонії керував індійський диригент Зубін Мета.
- «Освенцим. Українська історія» (2015)[41]. 27 січня 2015 р. телеканал ZIK транслював заходи, присвячені вшануванню жертв Освенцима-Аушвіца у Польщі. Трансляція супроводжувалася коментарями істориків, розповідями-спогадами в'язнів концтабору та їхніх нащадків, яких ZIK запросив у свої студії у Львові і Києві.
- Непрощені — у документальній дилогії історія незалежної України розглядається через дії чи бездіяльність чотирьох президентів, які були керманичами держави з 1991 до 2014 року. Аналізуються переломні події у державотворенні, що відбулися за каденції чотирьох гарантів, та їх наслідки для нашої країни.
- Шлях до Незалежності — історії легендарних українців, небезпечні принципові життєві позиції. «УСС та Крути», «Друга світова і УПА», «Спортивні досягнення», «Молоді дисиденти», «Українські революції» — п'ять фільмів як п'ять ілюстрацій багатогранної боротьби за право бути суверенними.
- У пошуках Європи — цикл сюжетів, які пропагують європейські цінності, розповідають про спосіб життя і ведення бізнесу в Євросоюзі, а також знайомлять глядача із культурою і традиціями західних країн. Окрім того, журналісти демонструють спосіб, як українські реалії адаптувати до європейського законодавства, за яких умов наші дрібні підприємці зможуть торгувати на міжнародному рівні, а умови життя простих людей наблизяться до європейських.
- Полинові воїни: історії полеглих — проєкт із надривом, в якому про загиблих на Сході України воїнів розповідають їхні рідні та близькі.

## Закриті
- Хто тут живе? (2010—2012) — програма журналістських розслідувань, що показували розкішне життя чиновників, високопосадовців і керівників регіону. Кожен випуск програми був присвячений окремому фігуранту. Журналісти готували серію сюжетів-розслідувань про його статки. Прокоментувати зібрані матеріали, пояснити джерело своїх доходів і можливість вести розкішне життя при зарплаті держслужбовця фігуранта розслідування запрошували на «червоний диван» у прямий етер програми. За два з половиною роки існування програма підготувала майже 150 випусків. За результатами журналістських розслідувань проти фігурантів програми були порушені численні кримінальні справи, кілька чиновників втратили посади.
- Народний контроль (2013—2014) — програма журналістських розслідувань. Гасло програми — 5-та стаття Конституції України: «Єдиним джерелом влади в Україні є народ».
- Люстрація (2012—2014) — політичний спецпроєкт, де герої програми проходять журналістський контроль на політичну чесність. Спочатку програма виходила як політичний спецпроєкт. У березні 2014 року телеканал надав етер у вечірньому прайм-таймі Люстраційному Комітету Майдану Львівщини для проведення відкритої громадської люстрації. У прямому етері за участю експертів, громадських діячів, журналістів і громадськості процес люстрації проходили чиновники та претенденти на керівні посади Львівщини — від голови ОДА до представників силового блоку. Зокрема, саме після люстрування у прямому етері ZIKy Дмитра Загарію було призначено керівником ГУ МВС у Львівській області. Фігурантів і модераторів прямого етеру «Люстрації» визначала редакційна рада Люстраційного Комітету Майдану Львівщини.
- ПРАВОкація (2010—2013) — програма, що ставить за мету захист права людей на гідне життя.
- Покажи їм! Львів-Донбас-шоу (2013) — реаліті-шоу, створене у співпраці з ТРК Донбас. В основі проєкту — десять історій зіткнення та порівняння двох культур, двох ментальностей, двох способів життя. Це Галичина — очима донеччан, і Донбас — поглядом львів'ян. Представники різних професій на кілька днів вирушили «у відрядження» з Донецька до Львова і навпаки, щоб зануритися у життя у новій атмосфері.
- По-живому (2010—2012) — програма про реакції, поведінку, думки, емоції людей.
- НА! РОБОТУ (2012—2013) — соціальне шоу, головний приз — робота мрії для фіналіста.
- Наші гроші (2013—2016) — антикорупційний проєкт, який виходить в етері з листопада 2013 року у співпраці із інтернет-ресурсом «Наші гроші». Головна тема розслідувань проєкту — незаконне використання бюджетних коштів через тендери та державні закупівлі. Приклади розслідувань: Межигір'я-2. Версаль Іванющенка[42] про розкішний маєток, який таємно зводився у Конча-Заспі для сім'ї Януковича, сюжети про торгівлю заставним майном у Міністерстві юстиції, «касову схему» часів Януковича, якою і далі послуговувалися податківці[43], 140 гектарів водойм на Київщині, що належать заступнику генпрокурора, ексгубернатора Донеччини, який захопив 18 гектарів землі у державному санаторії, корупцію на Укрзалізниці, Укрпошті [Архівовано 27 березня 2016 у Wayback Machine.] тощо. Також у лютому 2014 року сюжет «Наших грошей» про статки ексміністра МВС Захарченка демонстрували на телеекрані Євромайдану. Наслідком багатьох випусків програми стало звільнення чиновників-хабарників, внутрішні перевірки, порушення кримінальних справ, скасування умов проведення тендерів та процедур «темних» закупівель. Керівник і ведучий — Денис Бігус.
- Почути Україну (2016—2017) — інформаційно-аналітичне ток-шоу у прямому етері з включеннями з регіонів.
- В очі — відвертий діалог наживо з гостем студії — головним ньюзмейкером тижня, що минає.
- ЖитлоБлуд — рейд незаконними забудовами столиці та великих міст України. Команда з'ясовує все, що потрібно знати, аби не стати жертвою незаконних забудовників або співучасником у будівельних аферах.
- Лікарські таємниці — викривальний проєкт про вітчизняну медичну галузь.
- Остання інстанція[44] (2017) — соціальні розслідування загальнонаціонального масштабу, героєм яких є маленька людина, яка презентує велику проблему.
- Джокери (2018—2019) — спільний з інтернет-виданням «Українська правда» викривальний проєкт з ведучою, відомою журналісткою Севгіль Мусаєвою про фінансування політичних партій в Україні
- Гра у класику (2013—2019) — політичне шоу, де сучасність подається через історичні аналогії та паралелі. Автор і ведучий — Сергій Рахманін.
- Історична правда із Вахтангом Кіпіані (2013—2019) — історичний тележурнал,[45] виходила у співпраці із інтернет-версією «Історична правда» (Українська правда). Автор та ведучий — Вахтанг Кіпіані.
- Вижити в Україні (2018) — унікальний екопроєкт, головна тема якого виживання однієї людини й всієї країни в умовах екологічних проблем. Показувати справжній стан вітчизняної екологічної ситуації журналістам телеканалу ZIK допомагають відомі люди.
- Гараж (2018) — розважально-музична програма в форматі невимушеного інтерв'ю, під час якого ведучий спілкується з гостями про їхню творчість, перші кроки в музиці, здобутки й труднощі.
- FACE 2 FACE з Тетяною Даниленко (2017—2019) — гості ведучої ті, хто творить «завтра» країни.
- Гра Z вогнем (2018—2019) — інформаційно-політичне ток-шоу в форматі дебатів. Проєкт, ведучою якого є відома журналістка Тетяна Даниленко, розглядає найгарячіші соціальні політичні теми, які хвилюють глядачів. Гості програми — топові експерти і політичні діячі. З'явилась в етері після закриття подібного ток-шоу «Zіткнення», яке вела Роксана Руно.
- Прямим текстом — політичне ток-шоу. Автор і ведучий — Остап Дроздов.
- Drozdov — ток-шоу за участю політиків, громадських і культурних діячів.[46] Автор і ведучий — Остап Дроздов.
- Стежками війни — журналістські розслідування у військовій, оборонно-промисловій та сфері військового правосуддя.
- Добрий ZIK — проєкт, який вчить співчуттю та небайдужості.
- ДокаZ — це аналітичне пояснення, коментар, юридична точка зору адвоката Олексія Шевчука на впроваджувані в Україні закони та реформи, а також події, що їх супроводжують.
- Vox populi — безпрецедентний інтерактивний майданчик, гостями якого стають ті, кого обирає сам глядач.
- Перші про головне. Коментарі — щоденні інформаційно-аналітичні півторагодинні прямоетерні токінг-студії.
- Спецпроєкт з Наташею Влащенко (2018) — ексклюзивне підсумкове шоу тижня: головні події, гарячі дискусії, ньюзмейкери та експерти в студії.
- Перші про головне (2016—2019) — щоденна інформаційно-аналітична програма.
- Вільний мікрофон (2010—2016) — проєкт, де кожен може висловити свою думку. Зйомки проводилися на центральних площах Києва, Львова, Чернівців, Рівного, Ужгорода, Луцька, Івано-Франківська, Маріуполя, Харкова, Дніпра та Одеси.
- Злий дім — гострий соціальний проєкт, під час якого ведучий, колишній міністр ЖКГ Олексій Кучеренко з'ясовує, що означають цифри у наших платіжках, компетентно роз'яснює, за що і кому ми насправді сплачуємо недосяжні тарифи та хто мусить відповідати за розвалені будинки.
- Перші другі — відверті розмови ведучої Наташі Влащенко з чоловіками та дружинами публічних людей, які зазвичай залишаються в тіні своїх обранців.
- HARD з Влащенко — політичне ток-шоу. Ведуча — Наталя Влащенко.
- Народ проти — велике політичне ток-шоу. Ведуча — Наталя Влащенко.

## Ведучі
- Дмитро Добродомов
- Ірина Сандуляк
- Вахтанг Кіпіані
- Остап Дроздов
- Антон Борковський
- Денис Бігус
- Уляна Антоник
- Сергій Барашевський
- Віталій Землянко
- Ольга Герич
- Оксана Роспопа
- Юлія Сівакова
- Лілія Кіш
- Богдан Волошин
- Олег Михальчук
- Роман Гринишин
- Оксана Маруняк
- Оксана Сахаревич
- Тетяна Козирєва
- Роксолана Завінська
- Ольга Мовчан
- Андрій Іщик
- Ірина Шеремета
- Марічка Карпа
- Мирослав Откович
- Олександр Радченко
- Дмитро та Віталій Капранови
- Віталій Крутяков
- Наталія Струк
- Євген Сенін
- Данило Яневський
- Віталій Півовар
- Данило Мокрик
- Дмитро Тузов
- Віктор Біщук
- Володимир Бойко
- Соломія Буй
- Андрій Стельмах
- Інна Москвіна
- Ольга Бутко
- Наталя Влащенко
- Тетяна Даниленко
- Лейла Мамедова
- Юрій Кулініч
- Ксенія Смірнова
- Анна Нитченко
- Юлія Войнар
- Іван Довгалюк
- Роксана Руно
- Павло Кругляковський
- Наталка Лятуринська
- Богдан Машай
- Анна Закутська
- Анастасія Гусарєва
- Олексій Бурлаков
- Андріана Кучер
- Олексій Шевчук
- Олексій Кучеренко
- Вікторія Попович
- Денис Зепсен
- Євгенія Таганович
- Тетяна Гончарова
- Вадим Плачинда
- Володимир Андрієвський
- Василь Апасов
- Ольга Волкова
- Вадим Герасимович
- Анастасія Дайнод
- Назар Довгий
- Надія Коптєлова
- Ніна Крохмалюк
- Станіслав Листопад
- Юлія Литвиненко
- Роман Малик
- Ганна Можаровська
- Ольга Нємцева
- Катерина Романюк
- Надія Сасс
- Анастасія Стеценко
- Володимир Хом'як
- Артур Шурипа
- Тамара Мішина
- Ростислав Сухачов
- Тетяна Терехова
- Максим Зборовський

## Нагороди
- Ведучий каналу Вахтанг Кіпіані став володарем головної телевізійної нагороди України — «Телетріумф» у номінації «Ведучий будь-якого формату (регіон)» за 2013 рік.
- У різні роки журналісти каналу були серед переможців та номінантів престижного всеукраїнського професійного конкурсу «Честь професії». Востаннє — у 2014 році. У номінації «Найкраще журналістське розслідування» перемогу за сюжет «Межигір'я-2. Версаль Іванющенка» здобув керівник і ведучий «Наших грошей» Денис Бігус[47].
- У 2013—2014 роках — програма «Огляд дня» — переможець у номінації «Найчесніші новини», власник диплома «За найкраще дотримання стандарту думок і точок зору» за результатами моніторингу якості українських новин Телекритики.[48]
- Аліса Юрченко, журналістка антикорупційного проєкту «Наші гроші» — переможниця «Честь професії-2015» у номінації «Найкраще журналістське розслідування» за роботу «Хочеш захищати Україну — заплати 20 тисяч за зброю»
- Журналістка проєкту «Наші гроші» Надія Бурдей посіла 4 місце в конкурсі «Контроль над тютюном: розвіюємо димову завісу» у рамках антитютюнової кампанії в Україні за сюжет «Українці платять за цигарки російському збройному барону» (організатори конкурсу: ГО «Телекритика», Центр громадянського представництва «Життя» та Український центр контролю над тютюном у партнерстві з Інститутом Медіа Права)
- Журналістка телеканалу ZIK Віта Долик стала переможцем IV Всеукраїнського конкурсу «Репортери надії в Україні-2015». Її сюжет «Особливий погляд: Таємниці воєнного тилу» визнано найкращим у номінації «Суспільство».
- Ведучий програми антикорупційних розслідувань «Наші гроші» Денис Бігус у складі команди українських журналістів-розслідувачів, які працюють над проєктом YanukovychLeaks, отримав спеціальну відзнаку міжнародного конкурсу Global Shining Light Award-2015, організованого Глобальною мережею журналістів-розслідувачів.
- Журналістка інформаційної програми «Огляд дня» Наталія Пиртик стала переможницею конкурсу «Асоціація з ЄС: що вона дає Україні?», організаторами якого є ГО «Інтерньюз-Україна», Товариство Лева та Фонд міжнародної солідарності (Польща).
- Сюжет «Смертельні ліки» проєкту соціальних розслідувань «Брат за брата» авторства Мар'яни П'єцух переміг у Всеукраїнському конкурсі журналістських розслідувань «Висвітлення корупції у використанні коштів місцевих бюджетів». Цей проєкт реалізований Одеською обласною організацією ВГО КВУ в партнерстві з фундацією «Відкрите суспільство» та громадським партнерством «За прозорі місцеві бюджети!» за фінансування Європейського Союзу та Посольства Фінляндії в Україні. Партнер проєкту — ГО «Інтерньюз-Україна».
- Розслідування журналістки телеканалу ZIK Емми Антонюк про контрабанду сигарет з України в країни ЄС відзначено в Конкурсі на найкраще журналістське розслідування, що висвітлює проведення реформ на місцевому рівні. Робота посіла друге місце в категорії «Найкраще ТБ-розслідування». Організатори професійних змагань для журналістів — громадська організація «Інститут розвитку регіональної преси» (ІРРП) та Демократичне товариство «Схід» (Towarzystwo Demokratyczne Wschód).
- Сюжет викривального проєкту «Лікарські таємниці» під назвою «Хто відповідальний за зірвану закупівлю ліків від сказу?» [Архівовано 25 листопада 2016 у Wayback Machine.] (автор — Марта Байдака) потрапив у десятку найкращих розслідувань про медицину за результатами конкурсу журналістських робіт на найкраще висвітлення теми реформування охорони здоров'я та доступу до лікування українських пацієнтів. Журналістські змагання організував БФ «Пацієнти України» за підтримки Агентства США з міжнародного розвитку (USAID) (у рамках проєкту «(Без)коштовна медицина») та Громадської організації «Інтерньюз-Україна». Медіапартнер конкурсу — інтернет-портал «Детектор медіа».
- Журналіст проєкту соціальних розслідувань «Брат за брата» [Архівовано 28 травня 2015 у Wayback Machine.] Сергій Братішко за сюжет «Полювання на привидів ЖКГ» та Оксана Височанська за спецпроєкт «У пошуках Європи. Гуцульський сир» отримали Національні премії «Media etc.» [Архівовано 31 жовтня 2019 у Wayback Machine.] у номінаціях на найкращий відеорепортаж і найкращий відеорепортаж регіональних ЗМІ. Друге місце у тій же номінації, що й Сергій Братішко, зайняла його колега з програми «Брат за брата» Дар'я Дергунова за розслідування під назвою «Битва за воду». Також журналістка «Брат за брата» Інна Павлюк за сюжет «Листи у потойбіччя» отримала премію «Журналістський дебют року в галузі економічних новин». Конкурс «Media etc.» реалізований ГО «Інститут податкових реформ» [Архівовано 11 лютого 2017 у Wayback Machine.] і «Громадське радіо».
- У 2017 році сюжети журналісток телеканалу ZIK Мар'яни Сич «Недитячий кайф. Хто калічить школярів?» та Мар'яни П'єцух «Слава Украине! Мне мама НЕ разрешает говорить эти слова» потрапили у фінал конкурсу «Честь професії» у номінації «Кращий матеріал з громадянською позицією».
- Фіналістками конкурсу «Честь професії-2018» стали відразу 3 журналістки телеканалу ZIK. Відеоробота Марти Байдаки, яка увійшла в шорт-лист номінації «Надія журналістики», мала назву «Вирубка лісів. Хто краде українське зелене золото?» та була зроблена в рамках унікального екопроєкту «Вижити в Україні» телеканалу ZIK.  Резонансний спецрепортаж Інни Павлюк «Судді Майдану», приурочений до річниці побиття студентів на Майдані, увійшов в шорт-лист номінації «Найкращий матеріал з громадянською позицією».  Історична розвідка Тетяни Кузьмінчук «Радикальні методи національної боротьби. Український тероризм», знятий у рамках проєкту «Історична правда з Вахтангом Кіпіані», увійшов у шорт-лист номінації «Найкраще подання складної теми».

## Логотипи
Телеканал змінив 7 логотипів.
| Логотип | Опис |
| ------- | --- |
|         | З 1 вересня 2010 по 17 грудня 2012 року логотипом було червоне коло, всередині якого був чорний овал, поверх якого був надпис «ZIK» білого. Під логотипом був слоган «Твоє бачення». Логотип був напівоб'ємним і нагадував око. На період Євро 2012 коло та овал змінились на футбольний м'яч. Логотип знаходився у правому верхньому куті. |
|         | З 18 грудня 2012 по 2 жовтня 2016 року логотипом був червоний квадрат, внизу всередині якого був надпис «ZIK» білого кольору з чорною каймою. У період трауру квадрат змінював колір на чорний, а у зимовий період — на блакитний. Знаходився там же.                                                                                       |
|         | З 3 жовтня 2016 по 16 лютого 2017 року у мережі T2 логотип змінив надпис «ZIK» на літеру «Z» червоного кольору (кольору тла), обабіч якої білі сектори кола, які виділяють контур літери, зі зміненим шрифтом на всю величину квадрата. |
|         | З 17 лютого 2017 року по 17 березня 2019 року логотип був схожий на попередній, тільки під літерою «Z» став розміщуватись напис «ZIK». Логотип був анімованим: літера «Z» оберталася у площині, перпендикулярній до глядача. |
|         | З 18 березня по 18 червня 2019 року використовувався схожий на попередній логотип, однак дещо збільшений у розмірі, став яскравішим і прибрав анімацію. Під час показу реклами логотип ставав напівпрозорим. Логотип знаходився у правому нижньому куті.                                                                                    |
|         | З 19 червня по 4 серпня 2019 року використовувався той же логотип, однак під квадратом була плашка темно червоного кольору, на якій розміщений білий напис «Об'єднуємо Україну». Логотип став темнішим і спочатку не змінювався під час показу реклами. Знаходився там же.                                                                  |
|         | З 5 серпня 2019 по 26 лютого 2021 року використовується схожий логотип, однак квадрат-тло збільшився удвічі. Зникла плашка з написом «Об'єднуємо Україну». Логотип став яскравішим. Логотип стає напівпрозорим під час показу реклами. |